# Festes de la verema

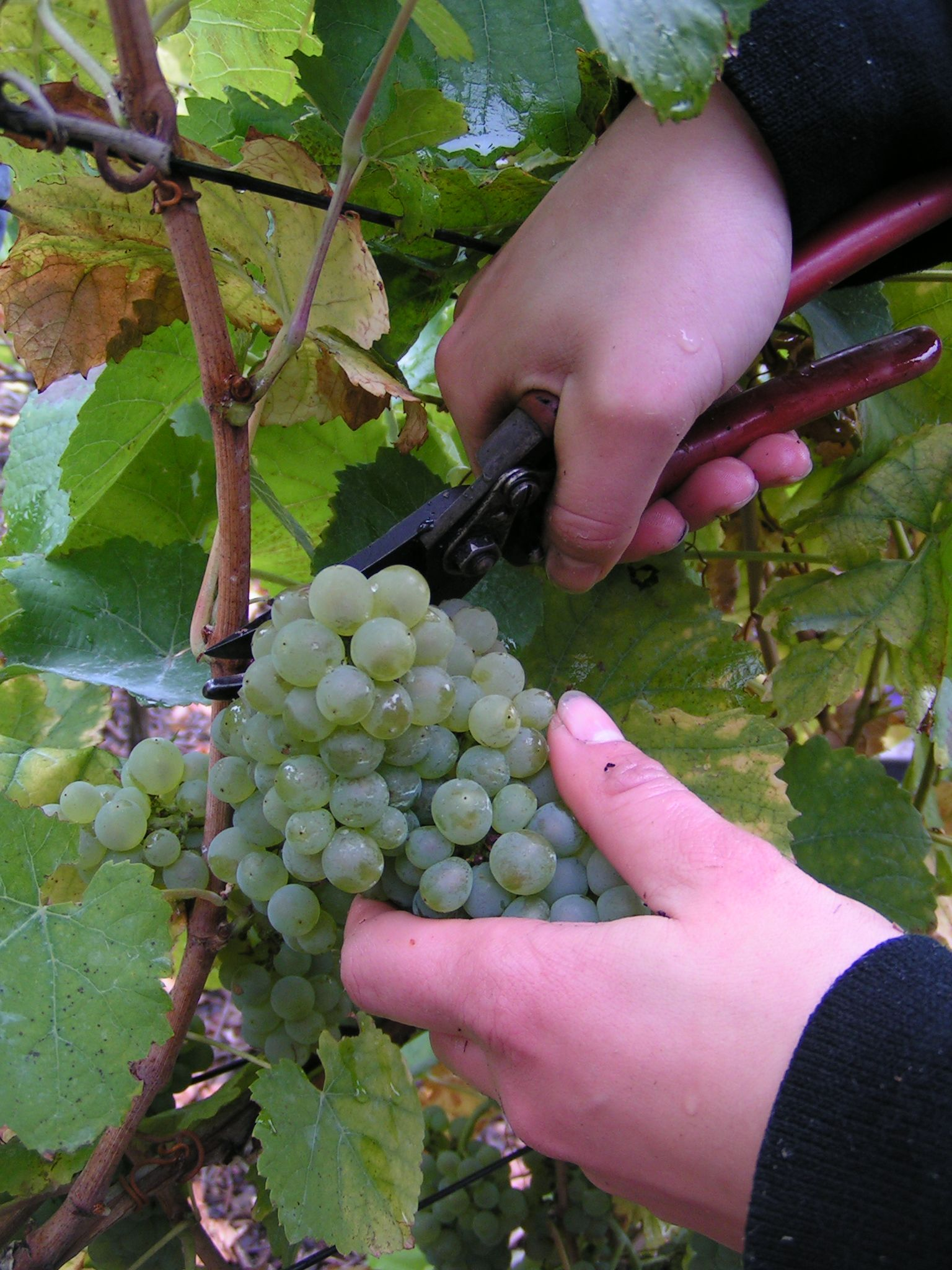
Verema.

Les festes de la verema són celebracions que es fan a localitats on s'ha acabat de fer la verema, generalment al mes d'octubre.
Al Penedès, per exemple, a més de la Festa de la Verema del Penedès (celebrada a Vilafranca del Penedès), celebren el Ball del Most a La Ràpita i Sant Martí Sarroca, la Festa del Most a la Granada, Sant Cugat Sesgarrigues i a Vilobí del Penedès. Alguns exemples en són:
- Alella: el segon cap de setmana de setembre. Aquesta any 2024 celebrem la 50a edició, del 4 al 15 de setembre del 2024.
- Sitges: del 18 al 20 de setembre (des del 1972). Es caracteritza pel fet que s'obsequia a la pubilla amb el seu pes en vi. S'hi instal·la una font de vi.
- L'Espluga de Francolí: del 19 al 20 de setembre. S'hi fa el tast de vins Memorial Jaume Ciurana.
- Campmany (Empordà): la segona quinzena de setembre.
- Barcelona: el darrer diumenge de setembre, dins del marc de la Mostra de Vins.
- Pla del Penedès: quan la verema és acabada s'hi celebra el Ball del Most.[1]
- La Granada: el segon cap de setmana d'octubre, aproximadament quan acaba la verema.

Al Carxe també hi tenen prestigi i tradició, com és el cas de la festa del vi de Jumella, que se celebra a mitjan agost.